# Tylomys
Tylomys es un género de roedores que pertenecen a la familia Cricetidae. Agrupa a aproximadamente 7 especies nativas de América.

## Especies
Se reconocen las siguientes especies:
- Tylomys bullaris Merriam, 1901
- Tylomys fulviventer Anthony, 1916
- Tylomys mirae Thomas, 1899
- Tylomys nudicaudus (Peters, 1866)
- Tylomys panamensis (Gray, 1873)
- Tylomys tumbalensis Merriam, 1901
- Tylomys watsoni Thomas, 1899